# Protanita elongata
Protanita elongata är en insektsart som först beskrevs av Bolívar, I. 1912.  Protanita elongata ingår i släktet Protanita och familjen Pyrgomorphidae. Inga underarter finns listade i Catalogue of Life.